# イングランド・フットボールリーグ・プレーオフ2022
この項目では、2021-2022年シーズンのイングリッシュ・フットボールリーグ・プレーオフについて述べる。
プレーオフでは、フットボールリーグに属する各カテゴリーの昇格チームの最後の1枠を決定する。チャンピオンシップとリーグ1はレギュラーシーズン3位～6位のチームが、リーグ2では4位～7位のチームが参加する。また、準決勝はホーム・アンド・アウェー形式で行われ、決勝はウェンブリー・スタジアムでの一発勝負で行われる。

## 日程
2022年5月5日に開幕し、同年5月29日に閉幕する。

## チャンピオンシップ
| 順 | チーム                       | 試 | 勝 | 分 | 敗 | 得 | 失 | 差  | 点 |
| -- | ---------------------------- | -- | -- | -- | -- | -- | -- | --- | -- |
| 3  | ハダースフィールド・タウン   | 46 | 23 | 13 | 10 | 64 | 47 | +17 | 82 |
| 4  | ノッティンガム・フォレスト   | 46 | 23 | 11 | 12 | 73 | 40 | +33 | 80 |
| 5  | シェフィールド・ユナイテッド | 46 | 21 | 12 | 13 | 63 | 45 | +18 | 75 |
| 6  | ルートン・タウン             | 46 | 21 | 12 | 13 | 63 | 55 | +8  | 75 |

### 準決勝
| 2022年5月13日 19:45 |

| ルートン・タウン (6位) | 1 - 1         | ハダースフィールド・タウン (3位) |
| ブラッドリー 30分      | レポート(BBC) | 12分 シナニ                      |

| ケニルワース・ロード, ルートン 観客数: 10,005人 主審: ロバート・ジョーンズ |

| 2022年5月16日 19:45 |

| ハダースフィールド・タウン | 1 - 0         | ルートン・タウン |
| ローズ 82分                | レポート(BBC) |                  |

| カークリーズ・スタジアム, ハダースフィールド 観客数: 23,407人 主審: ピーター・バンクス |

二試合合計スコア 2 - 1でハダースフィールド・タウンが決勝進出
| 2022年5月14日 15:00 |

| シェフィールド・ユナイテッド (5位) | 1 - 2         | ノッティンガム・フォレスト (4位)  |
| ベルゲ 90+1分                      | レポート(BBC) | 10分 コルバック · 71分 ジョンソン |

| ブラモール・レーン, シェフィールド 観客数: 30,225人 主審: アンドレ・マリナー |

| 2022年5月17日 17:45 |

| ノッティンガム・フォレスト      | 1 - 2 (延長)  | シェフィールド・ユナイテッド                               |
| ジョンソン 19分                 | レポート(BBC) | 47分 ギブス＝ホワイト · 75分 フレック                      |
|                                 | PK戦          |                                                            |
| ジョンソン カフー クック ロリー | 3-2           | ノーウッド フリハン ベルゲ エンディアイエ ギブス＝ホワイト |

| シティ・グラウンド, ノッティンガム 観客数: 29,015人 主審: マイケル・オリヴァー |

二試合合計スコア 3 - 3 PK戦スコア 3 - 2でノッティンガム・フォレストが決勝進出

### 決勝
| 2022年5月29日 16:30 |

| ハダースフィールド・タウン | 0 - 1         | ノッティンガム・フォレスト |
|                            | レポート(BBC) | 43分 (o.g.) コルウィル     |

| ウェンブリー・スタジアム, ロンドン 観客数: 80,019人 主審: ジョナサン・モス |

## リーグ1
| 順 | チーム                       | 試 | 勝 | 分 | 敗 | 得 | 失 | 差  | 点 |
| -- | ---------------------------- | -- | -- | -- | -- | -- | -- | --- | -- |
| 3  | ミルトン・キーンズ・ドンズ   | 46 | 26 | 11 | 9  | 78 | 44 | +34 | 89 |
| 4  | シェフィールド・ウェンズデイ | 46 | 24 | 13 | 9  | 78 | 50 | +28 | 85 |
| 5  | サンダーランド               | 46 | 24 | 12 | 10 | 79 | 53 | +26 | 84 |
| 6  | ウィコム・ワンダラーズ       | 46 | 23 | 14 | 9  | 75 | 51 | +24 | 83 |

### 準決勝
| 2022年5月5日 19:45 |

| ウィコム・ワンダラーズ (6位)      | 2 - 0         | ミルトン・キーンズ・ドンズ (3位) |
| タファゾリ 38分 · ヴォークス 82分 | レポート(BBC) | 64分 69分 マクイクラン           |

| アダムス・パーク, ハイ・ウィコム 観客数: 8,987人 主審: ダレン・ボンド |

| 2022年5月8日 18:30 |

| ミルトン・キーンズ・ドンズ | 1 - 0         | ウィコム・ワンダラーズ |
| パロット 26分              | レポート(BBC) |                        |

| スタジアム MK, ミルトン・キーンズ 観客数: 13,012人 主審: トーマス・ブラモール |

二試合合計スコア 2 - 1でウィコム・ワンダラーズが決勝進出
| 2022年5月6日 19:45 |

| サンダーランド (5位) | 1 - 0         | シェフィールド・ウェンズデイ (4位) |
| スチュワート 45+1分  | レポート(BBC) |                                    |

| スタジアム・オブ・ライト, サンダーランド 観客数: 44,742人 主審: マット・ドノヒュー |

| 2022年5月9日 19:45 |

| シェフィールド・ウェンズデイ | 1 - 1         | サンダーランド  |
| グレゴリー 74分              | レポート(BBC) | 90+3分 ロバーツ |

| ヒルズボロ・スタジアム, シェフィールド 観客数: 32,978人 主審: ジェームズ・リニントン |

二試合合計スコア 2 - 1でサンダーランドが決勝進出

### 決勝
| 2022年5月21日 15:00 |

| サンダーランド                        | 2 - 0         | ウィコム・ワンダラーズ |
| エンブルトン 12分 · スチュワート 80分 | レポート(BBC) |                        |

| ウェンブリー・スタジアム, ロンドン 観客数: 72,332人 主審: サイモン・フーパー |

## リーグ2
| 順 | チーム                   | 試 | 勝 | 分 | 敗 | 得 | 失 | 差  | 点 |
| -- | ------------------------ | -- | -- | -- | -- | -- | -- | --- | -- |
| 4  | ノーサンプトン・タウン   | 46 | 23 | 11 | 12 | 60 | 38 | +22 | 80 |
| 5  | ポート・ヴェイル         | 46 | 22 | 12 | 12 | 67 | 46 | +21 | 78 |
| 6  | スウィンドン・タウン     | 46 | 22 | 11 | 13 | 77 | 53 | +24 | 77 |
| 7  | マンスフィールド・タウン | 46 | 22 | 11 | 13 | 67 | 52 | +15 | 77 |

### 準決勝
| 2022年5月14日 19:45 |

| マンスフィールド・タウン (7位) | 2 - 1         | ノーサンプトン・タウン (4位) |
| オーツ 13分 · バワリー 32分    | レポート(BBC) | 61分 コイキ                  |

| フィールド・ミル, マンスフィールド 観客数: 7,469人 主審: アンソニー・バックハウス |

| 2022年5月18日 19:45 |

| ノーサンプトン・タウン | 0 - 1         | マンスフィールド・タウン |
|                        | レポート(BBC) | 32分 マクラフリン        |

| シックスフィールズ・スタジアム, ノーサンプトン 観客数: 7,619人 主審: ロバート・マドレー |

二試合合計スコア 3 - 1でマンスフィールド・タウンが決勝進出
| 2022年5月15日 12:00 |

| スウィンドン・タウン (6位) | 2 - 1         | ポート・ヴェイル (5位) |
| マッカーディ 26分, 68分    | レポート(BBC) | 83分 ウィルソン        |

| カウンティ・グラウンド, スウィンドン 観客数: 14,086人 主審: ロス・ジョイス |

| 2022年5月19日 19:45 |

| ポート・ヴェイル                                                                  | 1 - 0 (延長)  | スウィンドン・タウン                                                              |
| ウィルソン 8分                                                                    | レポート(BBC) |                                                                                   |
|                                                                                   | PK戦          |                                                                                   |
| ウィルソン ワロー エドモンドソン チャーズリー ペット ギャリティ ギボンズ ベニング | 6-5           | ペイン グラッドウィン マッカーディ リード デイヴィソン コンロイ エグボ イアンドロ |

| ヴェイル・パーク, バーズレム 主審: セブ・ストックブリッジ |

二試合合計スコア 2 - 2 PK戦スコア 6 - 5でポート・ヴェイルが決勝進出

### 決勝
| 2022年5月28日 16:00 |

| マンスフィールド・タウン | 0 - 3         | ポート・ヴェイル                                |
| ホーキンス 30分 35分     | レポート(BBC) | 20分 ハラット · 24分 ウィルソン · 85分 ベニング |

| ウェンブリー・スタジアム, ロンドン 観客数: 37,303人 主審: ジャレッド・ジレット |